# ヨゼフィーネ・テスケ

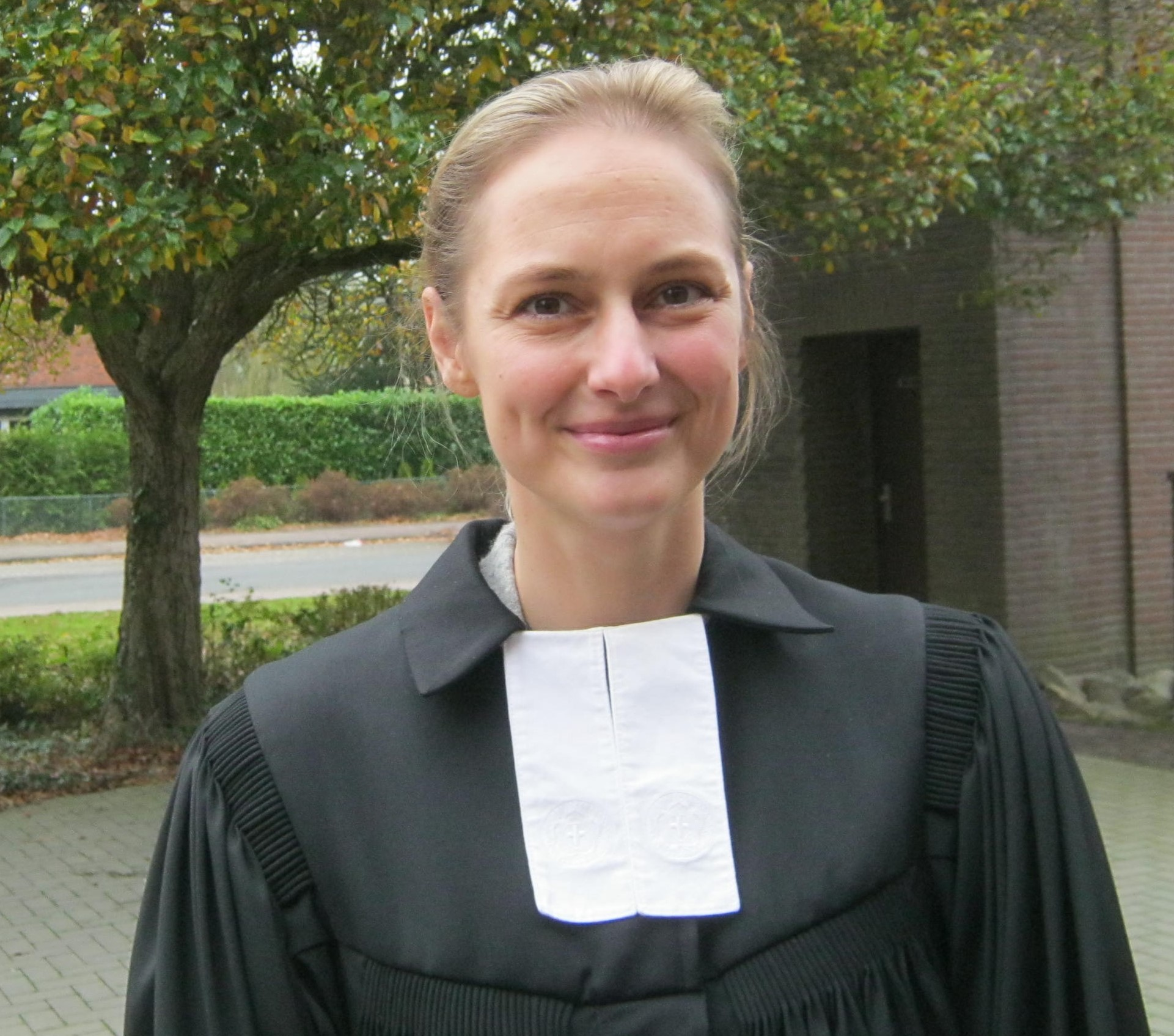
ヨゼフィーネ・テスケ (2021)

ヨゼフィーネ・テスケ（ドイツ語:  'Josephine Teske , 1986年 ブランデンブルク州 テンプリーン - )はドイツのルター派福音主義教会牧師。2021年11月9日、ドイツ福音主義教会 (EKD)常議員 (定員15人)に選出された。任期は2027年までである。

## 経歴

### 神学部での修業、ルター派牧師に任職
ヨゼフィーネ・テスケは2007年から2015年までロストック大学神学部で福音主義神学を学んだ。2016年、北ドイツ福音ルター派教会シュレースヴィヒ＝ホルシュタイン教区で牧師補に任職した。2018年6月1日、シュレースヴィヒ＝ホルシュタイン州レンツブルク=エッカーンフェルデ地区にあるビューデルスドルフ教会共同体の牧師に就任した。彼女はこの教会共同体で牧師の一般的職務だけでなく、デジタルメディアを用いた宣教活動にも注力している。2021年11月9日発行の教会新聞『エヴァンゲーリシュ・ツァィトゥング』によると、ゼーリッヒカイト（至福の時）というユーザーネームを持つ彼女のインスタグラム・アカウントは、約32.300人のフォロワーを得ている。ソーシャルメディアでの宣教活動によって、彼女の言葉は地元だけでなく、地域を超え出る形で伝えられた。ヨゼフィーネ・テスケのソーシャルメディアを使った宣教活動はドイツ社会の各方面に反響を呼び起こした。2021年8月、ドイツを代表する高級週刊誌『デア・シュピーゲル』は彼女のインスタグラム宣教を大きく取り上げた。

### ドイツ福音主義教会 (EKD)常議員
2021年11月9日に開催されたドイツ福音主義教会 (EKD)総会において、ヨゼフィーネ・テスケは常議員会のメンバーに選出された。常議員選挙に際して、同盟90/緑の党の政治家カトリン・ゲーリング＝エッカルトによる推薦があったことを、ドイツの有力紙南ドイツ新聞は報じている。緑の党の有力政治家カトリン・ゲーリング＝エッカルトは2009年から2013年までドイツ福音主義教会 (EKD)総会議長であった。なお、通常、ドイツ福音主義教会 (EKD)常議員には有力な州教会監督が選ばれており、地方の教会共同体副牧師ヨゼフィーネ・テスケの常議員就任は異例の抜擢人事である。

### 和書
- 稲本守（1996）「国教会か国民教会か—統一ドイツとキリスト教会」、坂井榮八郎・保坂一夫編『ヨーロッパ＝統一ドイツへの道—統一ドイツの現状と課題』pp.219-236, 東京大学出版会）
- 村上伸『西ドイツ教会事情―古くして新しい教会』新教出版社、1984年

### 洋書
- Werner Thiede: Evangelische Kirche – Schiff ohne Kompass? Wissenschaftliche Buchgesellschaft, Darmstadt 2017, ISBN 978-3-534-26893-1.